# Sean Connery
Thomas Sean Connery (Edimburgo, Escocia, 25 de agosto de 1930-Nasáu, Bahamas, 30 de octubre de 2020) fue un actor y productor de cine escocés, que ganó, entre otros premios, un premio Óscar, dos premios BAFTA (uno de ellos, un BAFTA Academy Fellowship Award) y tres premios Globo de Oro (uno de ellos, un premio Cecil B. DeMille a la trayectoria).
Gran parte de su fama fue gracias a su personaje de James Bond, que interpretó en siete películas entre 1962 y 1983 (seis películas producidas por Eon Productions, así como Nunca digas nunca jamás, una nueva versión de Operación Trueno producida por Warner Bros.) En 1988, Connery ganó el premio Óscar al Mejor Actor de Reparto por su papel en The Untouchables. Su carrera en el cine también incluye películas tales como Marnie, Robin y Marian, The League of Extraordinary Gentlemen, Indiana Jones y la última cruzada, La caza del Octubre Rojo, El hombre que pudo reinar, El nombre de la Rosa,  Highlander, Asesinato en el Orient Express, Dragonheart: corazón de dragón, y La Roca. Sean Connery fue nombrado "Knight Bachelor" por la reina Isabel II en julio de 2000. Connery ha sido encuestado como "The Greatest Living Scot" ("El escocés más grande"). En 1989, fue proclamado como "The Sexiest Man Alive" ("El hombre vivo más sexy") por la revista People, y en 1999, a los 69 años, fue votado como "The Sexiest Man of the Century" ("El hombre más sexy del siglo").

## Biografía

### Primeros años
Connery nació en Edimburgo, Escocia, el 25 de agosto de 1930. Su padre, Joseph Connery, era un trabajador de fábrica y conductor de camiones, católico de origen irlandés, con antepasados en el condado de Wexford, mientras que su madre, Euphemia "Effie" McLean, era una mujer de la limpieza, protestante cuyos padres vivieron en Fife y Uig en la isla de Skye. Tiene un hermano pequeño, Neil Connery, que nació en 1938. Como Connery ha declarado, se le conocía por su segundo nombre, Sean, desde mucho antes de convertirse en actor, explicando que tenía un amigo irlandés llamado Séamus y todos los que los conocían a ambos decidieron llamarlo por su segundo nombre cuando estaba con él, quedando como costumbre. Sin embargo, generalmente se refirió en su juventud como "Tommy". Aunque era pequeño en la escuela primaria, creció rápidamente alrededor de la edad de 12 años, llegando a su talla final de 1,89 m a los 18 años.
Su primer trabajo fue como repartidor de leche en la St. Cothbert's Co-operative Society. Posteriormente, se alistó en la Marina Real Británica, tiempo durante el cual se hizo dos tatuajes que, según su página web oficial, reflejan dos de sus compromisos personales: su familia y Escocia.
Más tarde, Connery fue licenciado de la Marina por motivos médicos debido a una úlcera péptica duodenal, una condición que era hereditaria y que había afectado a la mayoría de los varones de su familia. Posteriormente regresó durante poco tiempo a la Co-op y pasó después por varios empleos diferentes, entre ellos camionero, socorrista en las piscinas de Portobello, peón de granja, modelo artístico en el Edinburgh College of Art (después de una sugerencia de Archie Brennan, que anteriormente sirvió como Mr. Scotland), y pulidor de ataúdes. Su trabajo como modelo le reportaba 15 chelines por hora. Un estudiante artístico, Richard De Marco, que pintó varios cuadros notables tempranos de Connery, describió al joven Connery como "muy recto, y también un poco tímido, demasiado hermoso para las palabras, y virtualmente equiparable con Adonis".
Connery comenzó con el culturismo a los 18 años, y entrenó en gran medida con su antiguo instructor de gimnasia en el ejército británico. Bajo el nombre de Thom Connery, alcanzó el tercer puesto en la categoría de hombres altos de la competición de 1953 del concurso de Mr. Universo. Otro competidor, Johnny Isaacs, le sugirió que se presentase para la producción del musical de South Pacific, lo que le permitiría trabajar en teatro, televisión y, finalmente, en el cine. Como levantador de pesas, utilizó como alias su apodo de juventud, "Big Tom".
Durante su vida en Edimburgo, Connery fue atacado por la Valdor Gang, una de las pandillas más notorias y brutales en la ciudad. Se le acercó por primera vez en un salón de billar en Lothian Street, donde les impidió robarle su chaqueta y fue seguido después por seis miembros de la pandilla hasta un balcón de 4,5 m de alto en el Palacio. Ahí Connery se enfrentó solo contra los pandilleros, tomando a uno por la garganta y a otro por el bíceps, y chocando sus cabezas. A partir de entonces, fue tratado con gran respeto por la pandilla y ganó reputación como "hombre duro".
Connery era un excelente futbolista, después de haber jugado para Bonnyrigg Rose Athletic Football Club en sus años mozos. Se le ofreció una prueba con el East Fife FC. Mientras estaba de gira con South Pacific, Connery jugó en un partido de fútbol contra un equipo local en el cual Matt Busby, gerente del Manchester United Football Club, estaba de ojeador. Según los informes, a Busby le impresionó su destreza física y le ofreció un contrato a Connery por valor de 25 libras por semana inmediatamente después del partido. Connery admitió que estuvo tentado a aceptar, pero recuerda que, "Comprendí que un futbolista de primera categoría ya empezaba su decadencia a la edad de 30 años, y yo ya tenía 23. Decidí ser actor, que resultó ser una de mis decisiones más inteligentes".

## Carrera artística

### Los años 1950
Tratando de ganar algo de dinero extra, Connery ayudó entre bastidores en el King's Theatre a finales de 1951. Se interesó en el proceso, y su carrera comenzó.
En 1957, Connery interpretó a Spike, un gánster menor con problemas de habla en No Road Back por Montgomery Tully junto con Skip Homeier, Paul Carpenter, Patricia Dainton, y Norman Wooland. A continuación, interpretó a un camionero, Johnny Yates, en Hell Drivers, una película de 1957 dirigida por Cy Enderfield, junto con Stanley Baker, Herbert Lom, Peggy Cummins, y Patrick McGoohan. Más tarde, en 1957, Connery apareció en Action of the Tiger, una película mal recibida dirigida por Terence Young para Metro-Goldwyn-Mayer, junto con Van Johnson, Martine Carol, Herbert Lom, y Gustavo Rojo; la película fue filmada en el sur de España. También tuvo un papel menor en Time Lock, un thriller de 1957 dirigido por Gerald Thomas, como un soldador, apareciendo junto con Robert Beatty, Lee Patterson, Betty McDowall, y Vincent Winter, que comenzó filmando el 1 de diciembre de 1956 en Beaconsfield Film Studios.
En 1958, tuvo un papel importante en el melodrama Brumas de inquietud (1958) como un periodista británico llamado Mark Trevor, atrapado en una historia de amor junto con Lana Turner y Barry Sullivan. Durante el rodaje, el novio posesivo de Lana Turner, Johnny Stompanato, quien estaba de visita en Londres, creyó que ella estaba teniendo una aventura con Connery. Stompanato irrumpió en el set y apuntó a Connery con un arma, solo para que Connery lo desarmase y noquease de espaldas, por lo que Stompanato fue sacado de allí. Más tarde, Connery relató que tuvo que estar de baja por un tiempo después de recibir amenazas de hombres vinculados con el jefe de Stompanato, Mickey Cohen.
Se ha creado el mito urbano de que tuvo una participación como extra, y hasta fue incluido esta película en su filmografía en el libro "The Films of Sean Connery", de Wallace & Davis (1998). Pero en realidad, la confusión vino por la difusión en las redes sociales de una foto del actor Larry Taylor, que sí participó interpretando a un marinero y con un ligero parecido al actor escocés.
En 1959, Connery obtuvo un papel principal en la película Darby O'Gill and the Little People, dirigida por Robert Stevenson y estrenada en 1959 por Walt Disney Productions (actualmente The Walt Disney Company), junto con Albert Sharpe, Janet Munro, y Jimmy O'Dea. La película es una historia sobre un irlandés astuto y su batalla de ingenio con los leprechauns. Tras el estreno de la película, A.H. Weiler de The New York Times elogió el reparto, salvo a Connery a quien describió como "meramente alto, moreno y guapo" y pensó que la película fue una mezcla "tremendamente encantadora de las historias gaélicas, la fantasía, y el romance". En su libro The Disney Films, el crítico e historiador de cine Leonard Maltin dijo que "Darby O'Gill and the Little People no es solo una de las mejores películas de Disney, es ciertamente una de las mejores fantasías en toda la historia del cine".
Ese mismo año desempeñó un papel secundario, haciendo de villano en La gran aventura de Tarzán, protagonizada por Gordon Scott.
También tuvo un papel importante en una adaptación televisiva de Ana Karenina producida por BBC Television en 1961, dirigida por Rudolph Cartier, en la que coprotagonizó junto con Claire Bloom.

### Como James Bond (1962-1971, 1983)

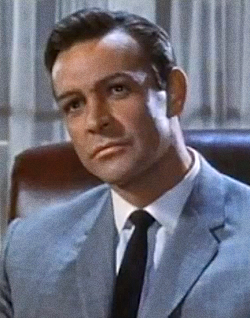
Fotograma de Connery en Marnie (1964), de Alfred Hitchcock.

Su oportunidad llegaría en 1962, cuando fue elegido para interpretar el papel de James Bond, un agente del servicio secreto británico creado por Ian Fleming y protagonista de varias de sus novelas. Su primera inmersión en el papel se produjo en la película Dr. No (1962), donde estuvo acompañado por la actriz Ursula Andress.
El éxito de las películas de James Bond fue tal que se hicieron varias secuelas en las que también participó Connery: From Russia with Love (1963), Goldfinger (1964), Operación Trueno (1965) y Solo se vive dos veces (1967) al lado de numerosos actores como Robert Shaw, Pedro Armendáriz, Daniela Bianchi y Mie Hama. Antes de que comenzasen los años 70, ya cansado del personaje y decidido a no encasillarse, cedió su lugar a George Lazenby, quien interpretó a Bond en solamente una película, On Her Majesty's Secret Service en 1969. El desempeño de Lazenby no conformó al público ni a la crítica (aunque su película fue bastante exitosa), debido a lo cual Connery regresó a regañadientes para protagonizar Diamonds Are Forever en 1971. Después de esta película abandonó definitivamente el papel de Bond, siendo sustituido por Roger Moore. Aunque el estigma de Bond siguió durante mucho tiempo a Connery, trabajó arduamente para desencasillarse e interpretó a personajes completamente diferentes con gran éxito, pudiendo ya a mediados de los noventa ser reconocido como un actor muy versátil.
Connery regresó como Bond por última vez en la película no oficial de 1983 Nunca digas nunca jamás, que fue producida por Warner Bros. en vez de Eon Productions (que había producido la mayoría de las películas de Bond).
En 2005, Connery prestó su imagen y voz para ser James Bond en un videojuego desarrollado por Electronic Arts, James Bond 007: From Russia With Love, basado en la película de Bond que él protagonizó más de cuatro décadas atrás. Varios miembros del reparto secundario de la película participaron también.

### Después de Bond
Mientras actuaba en las películas de Bond, Connery también actuó en otras películas aclamadas como: la superproducción bélica El día más largo (1962), Marnie, junto a Tippi Hedren (Alfred Hitchcock, 1964), Woman of Straw (1964), con Gina Lollobrigida, y la superproducción repleta de estrellas Asesinato en el Orient Express, dirigida por Sidney Lumet en 1974. Además de The man who would be king y El viento y el león, ambas estrenadas en 1975, y de Robin y Marian junto a Audrey Hepburn en 1976, la mayoría de los éxitos de Connery en la década siguiente fueron como actor secundario en elencos de películas como la ya citada Asesinato en el Orient Express (1974), con Vanessa Redgrave y John Gielgud, y A Bridge Too Far (1977), coprotagonizada por Dirk Bogarde y Laurence Olivier.

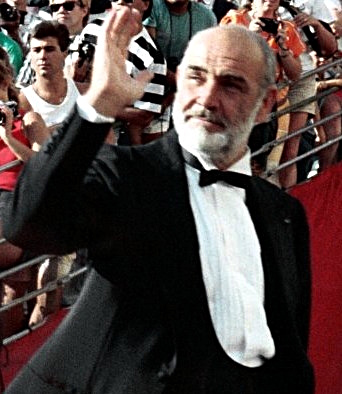
Detalle de Sean Connery en la alfombra roja de la edición 60.ª de los Premios Óscar en 1988.

En 1981, Connery apareció en la película Time Bandits como Agamenón. La elección de Connery para este papel se derivó de una broma incluida por Michael Palin en el guion, en el que describe el personaje eliminando su máscara como "Sean Connery, o alguien de la misma estatura, pero más barato". Cuando se le mostró el guion a Connery, él se mostró feliz de desempeñar dicho papel secundario.
Después de su experiencia con Nunca digas nunca jamás en 1983 y un litigio, Connery se sintió descontento con los grandes estudios y durante dos años no hizo ninguna película. Tras el éxito de la producción europea El nombre de la rosa (1986), por la que ganó un premio de la Academia Británica de las Artes Cinematográficas y de la Televisión, el interés de Connery en filmes más comerciales se reactivó. Ese mismo año, obtuvo un papel secundario en Highlander donde mostró su habilidad de interpretar a mentores más mayores para protagonistas jóvenes, una faceta que se convertiría en un papel recurrente en muchas de sus películas posteriores. El año siguiente, su actuación aclamada como un policía puro y duro de origen irlandés en The Untouchables (1987) le ganó el Premio Óscar al mejor actor de reparto, su única nominación a lo largo de su carrera. Sus siguientes éxitos de taquilla incluyeron Indiana Jones y la última cruzada (1989), en la que interpretó a Henry Jones Sr., el padre del personaje titular; La caza del Octubre Rojo (1990), en la que interpretó a Marko Ramius, el comandante en jefe del submarino nuclear; La casa Rusia (1990), en la que interpretó Bartholomew "Barley" Scott Blair, el director de una empresa editorial británica; La Roca (1996), en la que interpretó al agente encarcelado del servicio secreto John Patrick Mason, quien se infiltra en la Isla de Alcatraz con coprotagonistas interpretados por Nicholas Cage y Ed Harris; y Entrapment (1999), en la que interpretó al ladrón de arte internacional Robert "Mac" MacDougal, quien colabora con una investigadora de seguros interpretada por Catherine Zeta-Jones para robar una máscara china de un edificio bien guardado: el "Bedford Palace".
En 1996, prestó su voz al papel de Draco, el dragón en la película animada Dragonheart: corazón de dragón. En las películas Indiana Jones y la última cruzada y La Roca se alude a sus días en el papel de James Bond. Steven Spielberg y George Lucas creían que "el padre de Indiana Jones" (aunque Connery fuera tan solo 12 años mayor que Ford) debía ser Connery, porque Bond directamente inspiró la serie de Indiana Jones, mientras que su personaje en La Roca, John Patrick Mason, toma señales de Bond en que es un agente en el servicio secreto del Reino Unido que lleva encarcelado desde la década de 1960. En 1998, Sean Connery recibió un BAFTA Academy Fellowship Award.
En los últimos años, las películas de Connery incluyeron varias decepciones según los críticos, tales como First Knight (1995), Los vengadores (1998), The League of Extraordinary Gentlemen (2003) y Sir Billi (2013), pero también recibió críticas positivas, incluida su actuación en Descubriendo a Forrester (2000). También más tarde recibió el Crystal Globe por su contribución artística al mundo del cine.

### Jubilación
Connery declaró en entrevistas para la primera película de la trilogía cinematográfica de El Señor de los Anillos (incluido en su lanzamiento de DVD) que se le ofreció un papel en la serie, lo rechazó debido a "disconformidades con el guion". CNN informó que al actor se le ofreció hasta un 15% de los recibos de taquilla mundiales para interpretar a Gandalf, de haber aceptado, hubiera ganado alrededor de $400.000.000 por la trilogía. Después de que la serie se convirtiera en un gran éxito, Connery decidió aceptar el papel principal en The League of Extraordinary Gentlemen, a pesar de no "estar conforme" con el guion de esa película. En julio de 2005, se informó que había decidido retirarse del cine, después de su desilusión con los "idiotas actualmente produciendo películas en Hollywood" y la confusión haciendo la película de 2003.
En septiembre de 2004, los informes de los medios de comunicación indicaron que Connery tenía intención de retirarse de la interpretación después de acabar de rodar Josiah's Canon, que fue planificado para ser estrenado en 2005. Sin embargo, en diciembre de 2004, en una entrevista con el diario The Scotsman desde su casa en las Bahamas, Connery explicó que había tomado un descanso de la interpretación con el fin de concentrarse en escribir su autobiografía. En las celebraciones de "Tartan Day" en Nueva York en marzo de 2006, Connery volvió a confirmar su retirada y declaró que ahora estaba escribiendo un libro de historia. 
En 2006, participó en un desfile en el que mostró ropa escocesa. En una de las pasadas, Connery lució las famosas kilt y, para responder ante la pregunta sobre si los escoceses usan o no ropa interior con ellas se subió la falda y mostró sus nalgas completamente desnudas.
El 25 de agosto de 2008, a los 78 años, Connery presentó su autobiografía Being a Scot, coescrito con Murray Grigor.
Tenía la intención de protagonizar una película de $80,000,000 sobre Saladino y las Cruzadas que se rodaría en Jordania, antes de que el productor, Moustapha Akkad, fuera asesinado en los atentados del 9 de noviembre de 2005 en Amán. Cuando Connery recibió el Lifetime Achievement Award del American Film Institute en el 8 de junio de 2006, volvió a confirmar su retirada de la actuación. El 7 de junio de 2007, negó los rumores de que iba a regresar en la siguiente película de Indiana Jones y el reino de la calavera de cristal, afirmando que "la jubilación es demasiado divertida".
Connery volvió a la actuación de voz, interpretando el personaje titular en el cortometraje de animación Sir Billi the Vet, y en 2005, grabó voces en off para un videojuego nuevo basado en su película de James Bond From Russia with Love. En una entrevista en el disco del juego, Connery dijo que estaba muy contento de que los productores del juego (Electronic Arts) le hubieran propuesto para doblar a Bond, y que esperó trabajar con otro juego en el futuro cercano.[cita requerida] En 2010, repitió su papel como el personaje principal en la película animada Sir Billi, sirviendo también como productor ejecutivo.
En abril de 2011, su portavoz confirmó que Connery se había retirado de la escena pública.

## Vida personal

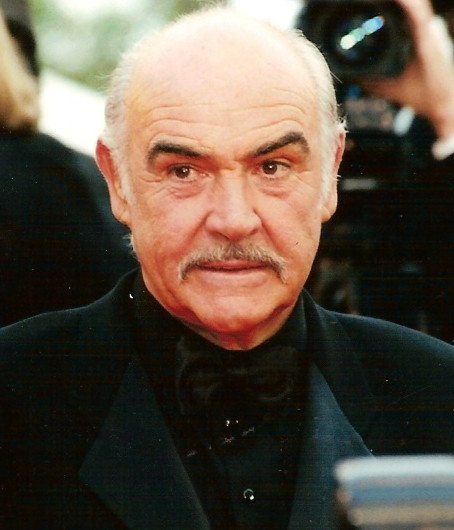
Sean Connery a los 69 años, en 1999.

Connery conoció a Julie Hamilton en la década de 1950; debido a su aspecto fuerte y áspero encanto, ella inicialmente pensó que era una persona de lo más horrible y no se sintió atraída por él hasta que lo vio vistiendo un kilt escocés. También compartió una atracción mutua con la cantante de jazz Maxine Daniels, quien se encontró con él en el Empire Theatre solo para ser informado por ella de que ya estaba felizmente casada y con una hija. Connery estuvo casado con la actriz Diane Cilento desde 1962 hasta 1973. Tuvieron un hijo, el actor Jason Connery. Connery después estuvo casado con la pintora marroquí-francesa Micheline Roquebrune (nacida en 1929) desde 1975 hasta su muerte.
Connery fue un entusiasta del golf; poseía el Domaine de Terre Blanche en el sur de Francia por 20 años (desde 1979), donde planeaba construir su campo de golf de 266 acres (108 hectáreas) de tierra, pero el sueño no se realizó hasta que lo vendió al multimillonario alemán Dietmar Hopp en 1999. Connery siempre tuvo un gran interés en el fútbol. Apoyó a los Rangers FC, tras haber sido hincha del Celtic FC. Al comentar sobre su cambio de lealtad, Connery afirmó: "Siempre he apoyado al equipo que pensaba como el mejor equipo de fútbol ... las afiliaciones religiosas en los deportes no significan nada para mí". Ha sido galardonado con el grado de Shodan en Karate Kyokushin.[cita requerida]
En el 2000, el gobierno británico concedió a Connery el grado de "Knight Bachelor" y el título de Sir como reconocimiento al personaje que interpretó, que capturó la esencia británica y la proyectó hacia el mundo.

### Partido Nacional Escocés
Desde su juventud, Connery fue simpatizante del independentismo escocés; en reiteradas ocasiones, se manifestó partidario de la independencia política de Escocia. Estaba afiliado al Partido Nacional Escocés ("Scottish National Party"), un partido político que hace campañas por la independencia de Escocia, y ha apoyado al partido financieramente y a través de apariciones personales. En 2008, Connery declaró a The Scottish Sunday Express su creencia de que Escocia se convertiría en un país independiente durante su vida, alabando el trabajo del partido en un gobierno minoritario, después de haber ganado las elecciones al Parlamento escocés de 2007. Connery fue frecuentemente criticado por su activismo en la política del Reino Unido mientras vivía en un paraíso fiscal (Bahamas). También fue criticado por aceptar el título de caballero de manos del gobierno laborista británico, a pesar de ser abiertamente crítico con su política. Donó miles de libras para el Partido Nacional Escocés y había jurado no volver a Escocia hasta que se convirtiese en un país independiente.

### Salud
Durante el rodaje de Nunca digas nunca jamás, película del agente 007, Connery fue lesionado por un entonces desconocido Steven Seagal, quien le rompió la muñeca usando técnicas de aikido. Este había sido su maestro en artes marciales, y en ese tiempo era su guardaespaldas para la película.
En 1993, llegaron noticias de que Connery era sometido a tratamiento por radiación por una dolencia en la garganta, cuyos detalles nunca fueron revelados. Unos reportajes periodísticos despertaron sospechas de que el actor sufría de un cáncer de garganta causado por años de tabaquismo excesivo, y falsamente fue declarado muerto por agencias de noticias japonesas y sudafricanas. Connery inmediatamente apareció en The Late Show with David Letterman negando estas informaciones. En una entrevista en febrero de 1995 con Entertainment Weekly, especificó que el tratamiento por radiación había sido para quitar nódulos de sus cuerdas vocales. Su padre, fumador empedernido, murió de cáncer de esófago en 1972. En 2003, se operó de cataratas en ambos ojos. El 12 de marzo de 2006 se le extirpó un tumor benigno de riñón. En 2008, se astilló un hueso del hombro mientras jugaba al golf. En 2009, dijo a la revista Wine Spectator que había sido diagnosticado de una dolencia cardíaca.

### Fallecimiento
Connery falleció el 30 de octubre de 2020 a los 90 años, debido a un infarto de miocardio mientras dormía, en Nasáu, Bahamas, donde residía desde 2003. La familia, junto con Eon Productions, lo notificó a los medios el día 31 de octubre.
Micheline Roquebrune, pintora francesa y esposa de Connery, declaró tras su muerte: "Al menos murió mientras dormía y fue tranquilo. Estuve con él todo el tiempo y simplemente se apagó. Es lo que él quería. Padecía demencia y esto tuvo verdaderamente efectos negativos sobre él".

## Violencia contra las mujeres
En noviembre de 1965 realizó unas declaraciones a la revista Playboy justificando golpear a una mujer, sus dichos eran acordes al contexto cultural del machismo tradicional imperante del siglo XX:

No creo que haya nada particularmente malo en golpear a una mujer, aunque no recomiendo hacerlo de la misma manera que golpearías a un hombre. Una bofetada con la mano abierta está justificada si todas las demás alternativas fallan y ha habido muchas advertencias. Si una mujer es una perra, o una histérica, o con una mentalidad sanguinaria continuamente, entonces lo haría. Creo que un hombre tiene que estar un poco adelantado, por delante de la mujer. Realmente lo hago en virtud de la forma en que está construido un hombre. Pero no me llamaría sádico.

En 1987 la periodista Barbara Walters le recordó estas declaraciones y dándole la oportunidad de disculparse pero lejos de ello el actor dijo en el programa de televisión que no había cambiado de opinión:

«No he cambiado mi opinión»«No pienso que sea malo pegar a una mujer si se lo merece» (..)«cuando no están contentas con la última palabra, y quieren tenerla, se ponen a provocar y entonces es ahí cuando la bofetada es correcta».

En 2006 Diane Cilento aseguró en sus memorias My Nine Lives que Connery había sido violento física y psicológicamente con ella durante su matrimonio.
Tras la controversia generada por el libro y tras tener que cancelar una invitación a participar en un festival en el parlamento escocés después de que el político del partido nacional escocés, George Reid, asegurase que al actor, en el encuentro, se le harían «preguntas difíciles» como por ejemplo, sobre «si una bofetada nunca le hizo daño a una mujer» la cuestión quedó supuestamente zanjada al recoger las declaraciones de unos amigos del actor trasladando al Herald Scotland que Connery les había dicho: «No creo que ningún nivel de abuso de las mujeres esté justificado bajo ninguna circunstancia.» Sin embargo se ha cuestionado que no haya hecho esas declaraciones directamente a la prensa. También amigos del actor han señalado que la cita original de Playboy, en 1967, fue modificada en la publicación.

## Tributo
- Connery fue elegido en varias encuestas de los años 1990 y 2000 como "The Greatest Living Scot" ("El escocés vivo más grande").[8]
- También fue nominado como "Britain's Sexiest Pensioner" ("El jubilado británico más sexy".)[69]
- Un busto de bronce de Connery fue colocado en Tallin, la ciudad capital de Estonia.[70]

## Filmografía completa
| Año  | Título                                                        | Personaje                                        | Notas |
| ---- | ------------------------------------------------------------- | ------------------------------------------------ | --- |
| 1954 | Lilacs in the Spring                                          | Papel sin acreditar                              | (sin acreditar) |
| 1957 | No Road Back                                                  | Spike                                            | |
| 1957 | Hell Drivers                                                  | Johnny Kates                                     | |
| 1957 | Action of the Tiger                                           | Mike                                             | |
| 1957 | Time Lock                                                     | Segundo soldador                                 | |
| 1958 | Brumas de inquietud                                           | Mark Trevor                                      | |
| 1958 | Women in Love                                                 | Johnnie en 'The Return'                          | |
| 1959 | Darby O'Gill and the Little People                            | Michael McBride                                  | |
| 1959 | La gran aventura de Tarzán                                    | O'Bannion                                        | |
| 1960 | Without the Grail                                             | Innes Corrie                                     | Telefilme |
| 1961 | On the Fiddle                                                 | Pedlar Pascoe                                    | |
| 1961 | The Frightened City                                           | Paddy Damion                                     | |
| 1962 | El día más largo                                              | Pte. Flanagan                                    | |
| 1962 | Dr. No                                                        | James Bond                                       | |
| 1963 | Desde Rusia con amor                                          | James Bond                                       | |
| 1964 | Marnie                                                        | Mark Rutland                                     | |
| 1964 | Woman of Straw                                                | Anthony Richmond                                 | |
| 1964 | Goldfinger                                                    | James Bond                                       | |
| 1965 | La colina                                                     | Trooper Joe Roberts                              | |
| 1965 | Operación Trueno                                              | James Bond                                       | |
| 1966 | Un monde nouveau                                              | Él mismo                                         | (cameo) |
| 1966 | A Fine Madness                                                | Samson Shillitoe                                 | |
| 1967 | Sólo se vive dos veces                                        | James Bond                                       | |
| 1967 | The Bowler and the Bunnet                                     | Él mismo                                         | (Director; documental) |
| 1968 | Shalako                                                       | Moses Zebulon 'Shalako' Carlin                   | |
| 1969 | Male of the Species                                           | MacNeil                                          | Telefilme |
| 1970 | The Molly Maguires                                            | Jack Kehoe                                       | |
| 1971 | La tienda roja                                                | Roald Amundsen                                   | |
| 1971 | Supergolpe en Manhattan                                       | John Anderson                                    | |
| 1971 | Diamonds Are Forever                                          | James Bond                                       | |
| 1972 | España campo de golf                                          | Él mismo                                         | (cortometraje) |
| 1973 | The Offence                                                   | Sargento de detectives Johnson                   | |
| 1974 | Zardoz                                                        | Zed                                              | |
| 1974 | Asesinato en el Orient Express                                | Coronel Arbuthnot                                | |
| 1975 | Ransom                                                        | Nils Tahlvik                                     | |
| 1975 | The Dream Factory                                             | Él mismo                                         | (documental) |
| 1975 | El viento y el león                                           | Mulay Achmed Mohammed el-Raisuli the Magnificent | |
| 1975 | The man who would be king                                     | Daniel Dravot                                    | |
| 1976 | Robin y Marian                                                | Robin Hood                                       | |
| 1976 | The Next Man                                                  | Khalil Abdul-Muhsen                              | |
| 1977 | A Bridge Too Far                                              | Mayor general Roy Urquhart                       | |
| 1979 | The First Great Train Robbery                                 | Edward Pierce/John Simms/Geoffrey                | |
| 1979 | Meteoro                                                       | Dr. Paul Bradley                                 | |
| 1979 | Cuba                                                          | Maj. Robert Dapes                                | |
| 1981 | Atmósfera cero                                                | Marshal William T. O'Niel                        | Nominado — Premio Saturn al Mejor Actor |
| 1981 | Time Bandits                                                  | Rey Agamenón/Bombero                             | |
| 1982 | G'olé!                                                        | Narrador                                         | (documental) |
| 1982 | Five Days One Summer                                          | Douglas Meredith                                 | |
| 1982 | Wrong Is Right                                                | Patrick Hale                                     | |
| 1983 | Sean Connery's Edinburgh                                      | Él mismo                                         | (cortometraje) |
| 1983 | Nunca digas nunca jamás                                       | James Bond                                       | (Película no oficial de James Bond) |
| 1984 | El caballero verde                                            | El Caballero Verde                               | |
| 1986 | Highlander / Los inmortales                                   | Juan Sánchez Villa-Lobos Ramírez                 | |
| 1986 | El nombre de la rosa                                          | Guillermo de Baskerville                         | BAFTA al mejor actor |
| 1987 | Los intocables de Eliot Ness                                  | Jim Malone                                       | - Óscar al mejor actor de reparto - Globo de Oro al mejor actor de reparto - Premio del National Board of Review al mejor actor de reparto - Premio del Kansas City Film Critics Circle al mejor actor de reparto - Nominado — BAFTA al mejor actor de reparto |
| 1988 | The Presidio                                                  | Teniente coronel Alan Caldwell                   | |
| 1989 | Indiana Jones y la última cruzada                             | Henry Jones, Sr.                                 | - Nominated — Globo de Oro al mejor actor de reparto - Nominado — BAFTA al mejor actor de reparto |
| 1989 | Negocios de familia                                           | Jessie McMullen                                  | |
| 1990 | La caza del Octubre Rojo                                      | Captain First Rank Marko Ramius                  | Nominado — BAFTA al mejor actor |
| 1990 | La casa Rusia                                                 | Bartholomew "Barley" Scott Blair                 | |
| 1991 | Highlander II: The Quickening / Los inmortales II: El desafio | Juan Sánchez Villa-Lobos Ramírez                 | |
| 1991 | Robin Hood: príncipe de los ladrones                          | Ricardo I de Inglaterra                          | (cameo sin acreditar) |
| 1992 | Medicine Man                                                  | Dr. Robert Campbell                              | |
| 1993 | Sol naciente                                                  | Capt. John Connor                                | (también productor ejecutivo) |
| 1994 | Un buen hombre en África                                      | Dr. Alex Murray                                  | |
| 1995 | Causa justa                                                   | Paul Armstrong                                   | (también productor ejecutivo) |
| 1995 | El primer caballero                                           | Rey Arturo                                       | |
| 1996 | Dragonheart: corazón de dragón                                | Draco                                            | (voz) |
| 1996 | La Roca                                                       | Capt. John Patrick Mason (Ret.)                  | (también productor ejecutivo) |
| 1998 | Los vengadores                                                | Sir August de Wynter                             | |
| 1998 | Jugando con el corazón                                        | Paul                                             | |
| 1999 | Entrapment                                                    | Robert MacDougal                                 | (también productor) |
| 2000 | Descubriendo a Forrester                                      | William Forrester                                | |
| 2003 | The League of Extraordinary Gentlemen                         | Allan Quatermain                                 | (también productor ejecutivo) |
| 2012 | Sir Billi                                                     | Sir Billi                                        | Voz (también productor ejecutivo) |
| 2012 | Ever to Excel                                                 | Él mismo                                         | Narrador |

## Videojuego
| Año  | Título                     | Personaje  | Notas        |
| ---- | -------------------------- | ---------- | ------------ |
| 2005 | 007: From Russia with Love | James Bond | voz e imagen |

## Premios y distinciones
Premios Óscar
| Año  | Categoría              | Película         | Resultado |
| ---- | ---------------------- | ---------------- | --------- |
| 1988 | Mejor actor de reparto | The Untouchables | Ganador   |

Premios BAFTA
| Año  | Categoría              | Película                          | Resultado |
| ---- | ---------------------- | --------------------------------- | --------- |
| 1998 | BAFTA honorífico       | BAFTA honorífico                  | Ganador   |
| 1990 | Mejor actor            | La caza del Octubre Rojo          | Nominado  |
| 1989 | Mejor actor de reparto | Indiana Jones y la última cruzada | Nominado  |
| 1987 | Mejor actor            | El nombre de la rosa              | Ganador   |
| 1987 | Mejor actor de reparto | The Untouchables                  | Nominado  |

Premios Globo de Oro
| Año  | Categoría              | Película                          | Resultado |
| ---- | ---------------------- | --------------------------------- | --------- |
| 1990 | Mejor actor de reparto | Indiana Jones y la última cruzada | Nominado  |
| 1988 | Mejor actor de reparto | The Untouchables                  | Ganador   |

Otros premios
- 1964: 
  - Premios Laurel. Laurel de Oro: mejor interpretación en película de acción. Tercer puesto por Dr. No.
  - Premios Laurel. Laurel de Oro: mejor rostro nuevo (masculino) - Ganador.
- 1965: 
  - Premios Laurel. Laurel de Oro: mejor interpretación en película de acción por Goldfinger.
  - Círculo de Críticos Cinematográficos de Nueva York. Mejor actor por La colina.
- 1966: 
  - Premios Laurel. Laurel de Oro: mejor interpretación en película de acción por Operación Trueno.
  - Premios Laurel. Laurel de Oro: mejor estrella masculina. 7.º puesto.
- 1968: Premios Laurel. Laurel de Oro: mejor estrella masculina. 11.º puesto.
- 1972: 
  - Globo de Oro: "World Film Favorite" (Masculino).
  - Showest Convention USA. Premio Especial. Estrella del año.
- 1981: Doctor honoris causa en Letras por la Universidad de Heriot-Watt, de Escocia.
- 1984: 
  - Real Academia Escocesa de Música y Drama (Glasgow): Premio "Fellowship".
  - Hasty Pudding Theatrical (Universidad de Harvard - EE. UU.): hombre del año.
- 1987: 
  - Academia Alemana de Cine. Mejor actor por El Nombre de la Rosa.
  - Academia Británica. Mejor actor por El Nombre de la Rosa.
  - National Board of Review (EE. UU.): Mejor actor secundario por The Untouchables.
  - "Commandeur" de las Artes y de las Letras. Francia.
- 1988: 
  - Academia Británica: mejor actor secundario por The Untouchables.
  - Doctor honoris causa en Letras por la Universidad de San Andrews, de Escocia.
- 1989:
  - Votado como "Hombre Más Sexy del Mundo" por la revista Life.
- 1990:
  - Academia Británica: mejor actor de reparto por Indiana Jones y la última cruzada.
  - OTAN: estrella mundial del año.
  - Academia Británica: premio especial a toda su carrera.
  - Premio "Hombre y Cultura". Roma, Italia.
- 1991:
  - Premio "Libertad de Edimburgo", su ciudad natal en Escocia.
  - Legión de Honor de Francia.
  - Academia Británica: mejor actor por La caza del Octubre Rojo (nominado).
  - BBC de Escocia: escocés del año.
- 1992:
  - Ganador del Premio Rodolfo Valentino, concedido por los críticos y ensayistas italianos de Los Ángeles, California.
  - Premio y Gala Homenaje de la "American Cinemateque", de Los Ángeles, California, por su significativa contribución al séptimo arte.
- 1993:
  - National Board of Review: premio a toda su carrera.
- 1996:
  - Globo de Oro: Premio Cecil B. DeMille, a toda su carrera.
- 1997: 
  - "Blockbuster Entertainment": mejor actor secundario en película de acción/aventura por La Roca.
  - Premio MTV: mejor pareja cinematográfica por La Roca, compartido con Nicolas Cage.
  - Homenaje del Lincoln Center (EE. UU.).
- 1998:
  - León de Oro del Festival de Venecia, premio a toda su carrera.
  - Academia Británica. Premio "Felowship" (compañero).
- 1999:
  - Votado "Hombre más sexy del siglo" por la revista People.
  - ShoWest Convention USA: premio a toda su carrera.
  - Recibe el Premio Kennedy a su carrera por su contribución al arte y la cultura. Presentado por el presidente Bill Clinton.
  - Academia Europea de Cine: premio del público al Mejor actor europeo por la película Entrapment.
- 2000:
  - "Blockbuster Entertainment": actor favorito de acción por Entrapment (nominado).
  - Golden Satellite Award: premio a la Mejor interpretación en un drama por Descubriendo a Forrester.
  - Es nombrado Sir por la reina Isabel II de Inglaterra.
- 2001: 
  - Premio "William Wallace" (Washington D. C.).
  - Festival de cine de Palm Springs (USA): premio a toda su carrera.
- 2006:
  - Reconocimiento del American Film Institute: Connery fue galardonado por el AFI en reconocimiento a toda su carrera. Se celebró una ceremonia en la que estuvieron presentes actores como Harrison Ford, James Earl Jones, Pierce Brosnan o Andy García.
- Premio Donostia del Festival de San Sebastián - Festival Internacional de Cine de San Sebastián
- Espiga de Honor de Semana Internacional de Cine de Valladolid - Semana Internacional de Cine de Valladolid